# Historia de Castilla-La Mancha
La historia de Castilla-La Mancha incluye los primeros asentamientos humanos en la zona y se extiende hasta la actualidad. La comunidad autónoma   actual, que abarca cinco provincias, quedó configurada como tal en 1982, con la aprobación del Estatuto de Autonomía de Castilla-La Mancha. Geográficamente tuvo como precedente inmediato a las regiones de Castilla la Nueva y Murcia.

## Prehistoria
Los restos prehistóricos no son escasos, sin embargo escasean los estudios en profundidad de los yacimientos de la zona. Existen abundantes yacimientos del Paleolítico en superficie, fundamentalmente en torno a los ríos, que en origen pudieron ser campamentos estacionales. El Guadiana y sus afluentes conforman una zona especialmente pródiga en yacimientos de este tipo. Como ejemplo, en la zona del Alto Guadiana dominada por los cursos de los ríos Córcoles y Sotuélamos y la Cañada de Valdelobos hay una gran concentración de yacimientos del Paleolítico Medio. Concentraciones similares se pueden encontrar en el curso medio del Guadiana.
En cuanto a arte paleolítico de la península ibérica se pueden encontrar algunas pinturas rupestres como las figuras esquemáticas de Fuencaliente, vagamente similares a las del levante peninsular.
En Castilla-La Mancha las muestras de arte rupestre levantino se dan en 93 lugares, repartidos de la siguiente manera:
- Provincia de Albacete: 79 lugares.
- Provincia de Cuenca: 12 lugares.
- Provincia de Guadalajara: 2 lugares.

Durante el Neolítico y la Edad del Bronce se desarrolló en la zona sur y central (este de Ciudad Real y oeste de Albacete) la llamada Cultura de las Motillas. Esta civilización sedentaria se caracterizaba por la construcción de asentamientos formados por viviendas apretadas en cinturones de murallas concéntricas, las cuales formaban varios niveles escalonados, dando una apariencia de cerro artificial al asentamiento y facilitando su defensa frente a las invasiones.

## Edad Antigua

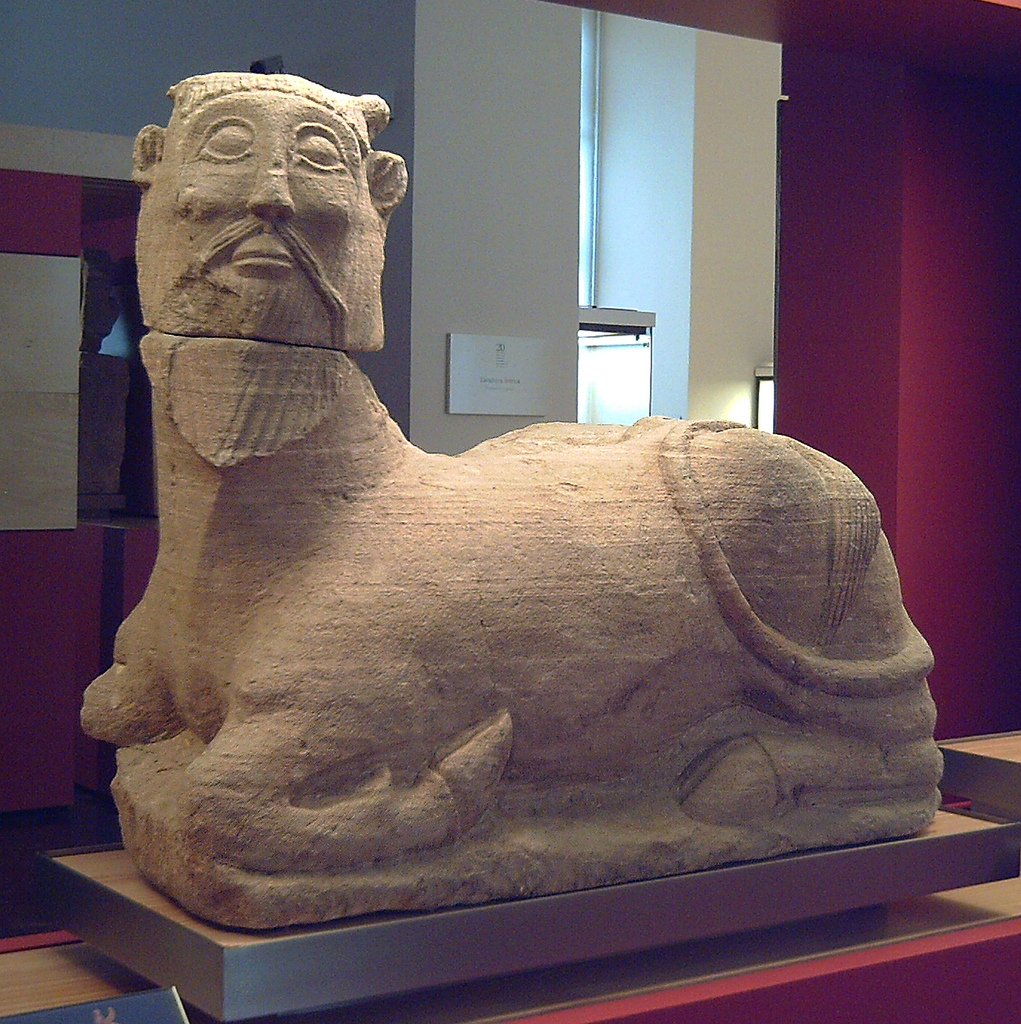
Bicha de Balazote, ejemplo del arte íbero en Castilla-La Mancha.

Idiomas y pueblos prerromanos en la península ibérica hacia el 200 a. C.

Posteriormente la zona sufrió la invasión sucesiva de pueblos indoeuropeos y más tarde recibió influencias de la cultura íbera, sobre todo en Albacete y Ciudad Real, donde cabe mencionar los múltiples e importantes yacimientos y poblados existentes en toda la provincia de Albacete como el cerro de los Santos, el Llano de la Consolación, Pozo Moro, El Amarejo o el poblado íbero de Alarcos en la provincia de Ciudad Real. 
Dentro de esta cultura hispana clasifican los autores antiguos a varios pueblos que habitaban la región castellano-manchega, eran pueblos de ganaderos, agricultores y guerreros:
- Los celtíberos que ocuparían la parte de la provincia de Guadalajara y el este de la provincia de Cuenca, y dentro de los celtíberos varios pueblos como los arévacos que ocuparían la parte norte de la provincia de Guadalajara, los lusones al noroeste de la provincia de Guadalajara y Cuenca y los olcades localizada en la provincia de Cuenca.
- Los oretanos con núcleo en Oretum, actual Granátula de Calatrava, en Ciudad Real.
- Los carpetanos del curso del Tajo, cuya principal ciudad era Toletum (actual Toledo), consagrada al dios de las aguas Tolt.
- Los vettones que estarían situados al occidente de la provincia de Toledo alrededor de Talavera de la Reina.

Las primeras referencias históricas que se tienen de la región son las de las guerras entre los cartagineses y los pueblos indígenas, poco antes de la segunda guerra púnica. El motivo principal de estas guerras estaba en la posesión de las minas de Sisapo (hoy La Bienvenida), el mayor depósito de mercurio del mundo, que ha sido uno de los ejes motores de Castilla-La Mancha hasta la década de 1970.

### Roma

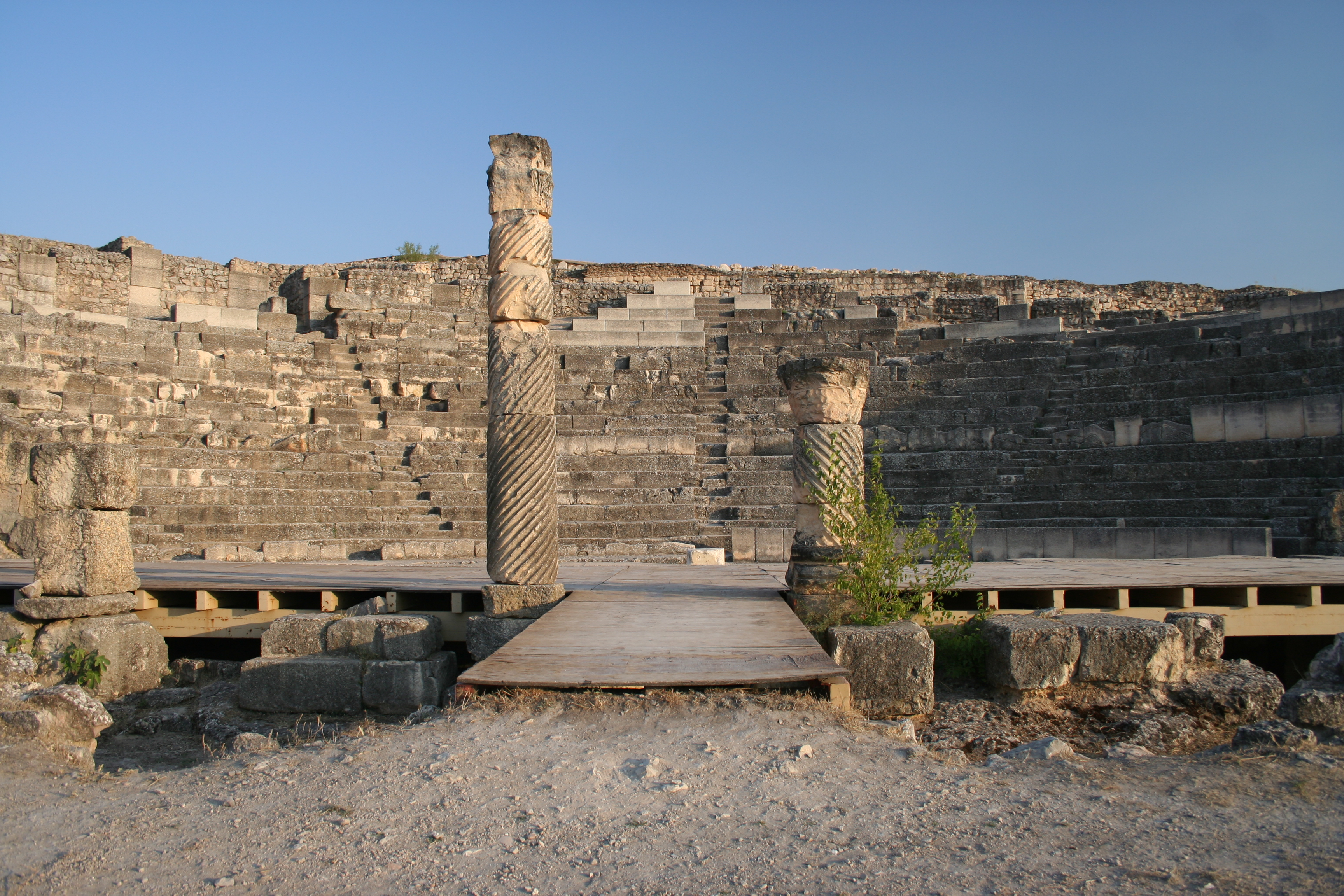
Teatro romano de Segóbriga.

Tras la victoria sobre los cartagineses, los romanos fueron ocupando la península ibérica, adentrándose en el territorio, conquistando Toledo en el 192 a. C., tras derrotar a una coalición de vacceos, vettones y celtíberos. Conquistándose paulatinamente todo el territorio de la región en años sucesivos. Como Ercávica, considerado por Tito Livio su conquista como importante, y la firma de la alianza de Segóbriga con los romanos.
Varios conflictos militares afectaron a la región como la Guerra Lusitana, la guerra entre Roma y Viriato, afectada por las razzias de Viriato, en la zona de los Carpetanos, por la Sierra de San Vicente, al norte de Talavera de la Reina y en Segóbriga. También las guerras Sertorianas donde habrá distintos conflictos bélicos dentro de esta guerra, el primero donde el lugarteniente de Sertorio derrota a M. Domicio Calvino, cerca de la localidad de Consabura (Consuegra), el asedio de Caraca (ciudad carpetana) y de otros núcleos de la región como Segóbriga
Denominaron a esta gran extensión, según algunas teorías, "Campo Espartario" (seguramente por el cultivo de esparto), si bien otras relacionan a dicho topónimo exclusivamente con la zona de Cartagena (en aquel tiempo, Carthago Nova, y posteriormente Carthago Spartaria). Estrabón habla ampliamente de esta región y cuenta en su Geografía que en tiempos de Augusto se realizaron unas obras muy importantes en la antigua vía romana que iba desde Roma a Gades (actual Cádiz). Hicieron un desvío cercano a la costa para evitar el paso por el Campo Estepario que consideraban largo y árido, y probablemente también para evitar las acciones de guerrilla de los lugareños, que se prolongaron hasta bastante tiempo después de finalizada la conquista romana. 
Administrativamente, Castilla-La Mancha, perteneció a la provincia Tarraconense desde al 27 a. C. hasta la división de esta provincia en tres, en el 298 d. C. Entonces, casi la totalidad de Castilla-La Mancha quedó englobada en la provincia Carthaginense. Durante este periodo las ciudades fueron de poca importancia, destacando Laminium, Libisosa, Toletum, Segóbriga, Sisapo y Oretum. 
Con la llegada del cristianismo, Toledo y Oretum se convirtieron en Obispados.

## Edad Media

### Visigodos

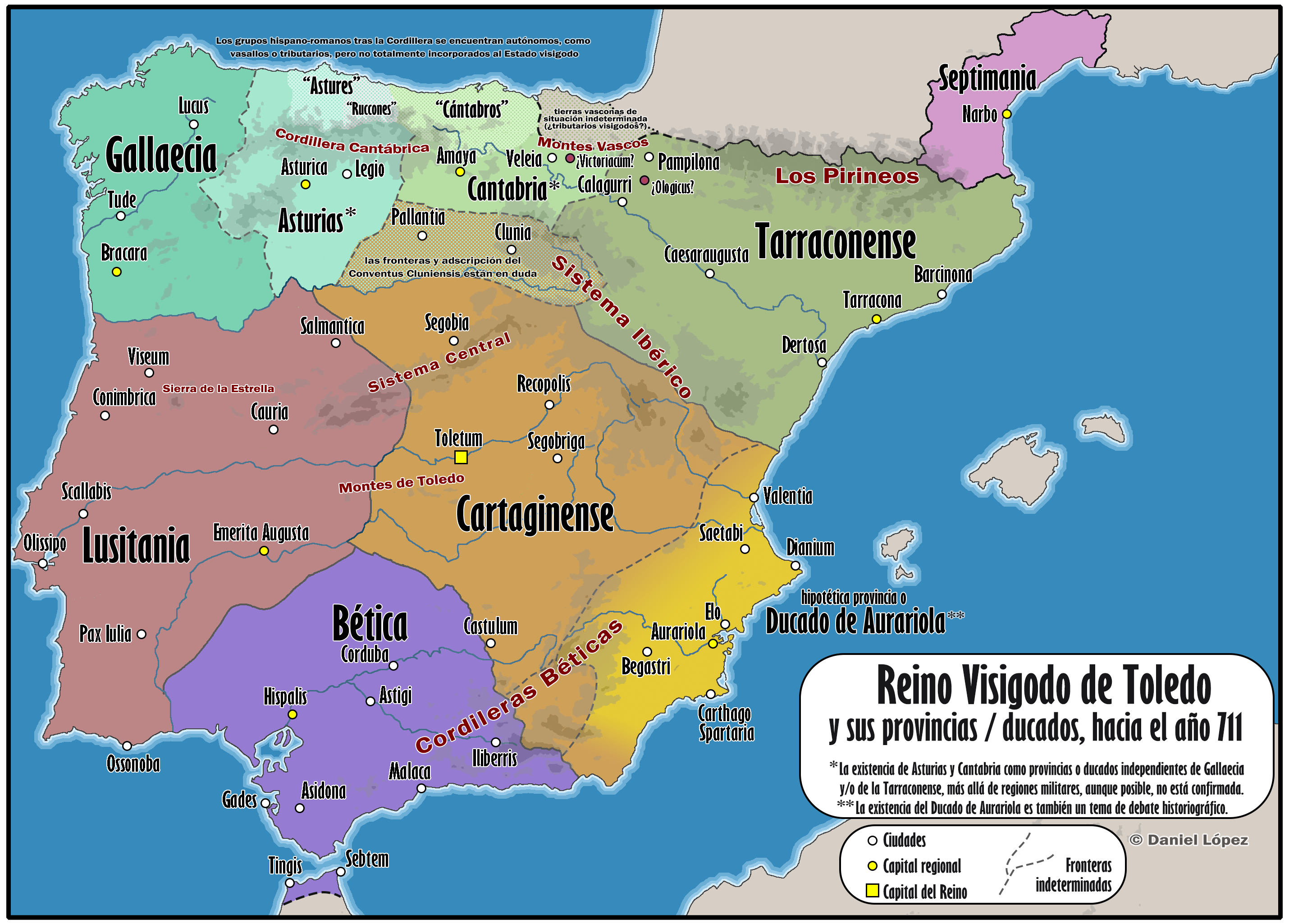
La Hispania visigoda hacia el año 700.

A la caída del dominio del Imperio romano en la zona, en el siglo V d. C., se produjo el paso de los pueblos vándalos y alanos, tras los cuales impusieron su dominio los visigodos. A mediados del siglo VI, la provincia Carthaginense quedó dividida políticamente en dos: una parte en el centro de la península, donde estaría la actual Castilla-La Mancha, controlada por los visigodos, y otra en el sur y este controlada por los bizantinos.
Esta división de la provincia, supuso el planteamiento visigodo de establecer una nueva capital. El primer monarca que quiso establecer la nueva capital fue Atanagildo quien después de cortes instaladas en diferentes sedes optó finalmente por Toledo, convertida en 560 en lugar permanente de la corte. Finalmente establecieron la capital de su reino en Toledo en el año 569. Tras la unificación religiosa en el III Concilio de Toledo, estrechándose la unión entre la Iglesia y el Estado y acrecentándose el poder de la sede toledana.
La ciudad de Toletum, capital del Reino Visigodo, aún se encontraba incluida dentro de la Carthaginense, cuya capital, Carthago Spartaria, estaba bajo dominio bizantino. Por esta razón, poco después de su llegada al trono, el rey visigodo Gundemaro promovió la celebración de un sínodo que se desarrolló en Toledo y que acordó que Toledo era la metrópoli de toda la provincia, arrebatándole este título a la sede de Cartagena, declaración que respaldó el rey por decreto de 23 de octubre de 610. 
En estos tiempos, sin embargo, amplias extensiones de la región permanecían deshabitadas aunque se dieron fundaciones reales como el caso de Recópolis.

### Periodo musulmán

Coras del emirato (929).

Los reinos de taifas hacia 1080.

En el año 711, los árabes cruzaron el estrecho de Gibraltar y dieron comienzo a la conquista de la península ibérica, a la que llamarían Al-Ándalus. Precisamente, según varias teorías, es de la lengua árabe de la que procede el topónimo "Mancha": así, Manxa o Al-Mansha se traduce como "tierra sin agua", y Manya como "alta planicie" o "lugar elevado". El historiador Jerónimo Zurita afirmó que otro historiador, Pero López de Ayala, tuvo noticia cierta del nombre de Mancha como tierra de espartos, seca, que los godos la llamaban Espartaria y que los árabes mantuvieron el léxico Espartaria que en lengua árabe sería Manxa. Esta tierra Espartaria se vincula con el antiguo Campo Espartario o Espartaria, de la Carthagena Espartera, al cual, precisamente, pertenecía la zona anteriormente.
Dentro de la división administrativa musulmana, se dividía en coras en al-Ándalus interior y en las regiones fronterizas en marcas con más poder militar para hace frente a las incursiones de los reinos cristianos. La actual región de Castilla-La Mancha quedó enmarcada dentro de la llamada Marca Media (al-Targ al-awsat) con centro en Toledo donde residiría el gobernador con poderes militares; aparte de la actual región englobaría las provincias de Madrid y Soria, aunque parte de la provincia de Albacete estaría dentro de las coras de Jaén y Tudmir. Dentro de esta organización administrativa, la Marca Media no era un espacio administrativo unitario, sino que a su vez se dividía en distintos distritos al mando de gobernadores civiles.
Bajo el dominio musulmán, la región se mantuvo en buena medida escasamente poblada, en su mayor parte, aunque sí había más población en la zona del Tajo hasta Talavera de la Reina, y aparecieron ciudades nuevas como las ciudades de Cuenca y Guadalajara  posteriormente el nombre que por aquel entonces denominaba al río Henares, Wad-al-Hayara, es decir, "río de las piedras". De hecho, en las orillas del que entonces era el wadi-al-Hayara y hoy es río Henares se asentaban por aquel entonces numerosos castillos desde Sigüenza hasta Alcalá y se desarrollaron algunas ciudades, como Toledo o Alcaraz, que se convirtieron en centros de importancia de la industria textil. Los árabes, además, contribuyeron enormemente a la agricultura de la región gracias a sus avanzadas técnicas de regadío, así como a la ganadería, con la introducción de la oveja merina.
Reseñable son también las rebeliones que tienen lugar en Toledo contra el poder central omeya, manifestándose en continuas revueltas llegando a la conocida como Jornada del foso de Toledo, donde fueron asesinados la mayoría de los toledanos influyentes y también la lucha entre los Banu Di-l-Nun de Santaver, Toledo y el poder central omeya.
Tras la ruptura del Califato de Córdoba, la mayor parte de Castilla-La Mancha quedó bajo el control de la Taifa de Toledo, la cual tuvo que enfrentarse a las taifas de Sevilla y Murcia por el control del territorio castellano-manchego. La intervención castellana en ayuda de los toledanos culminó en la entrega de la ciudad de Toledo en 1085, con lo que se dio comienzo a la Reconquista cristiana de Castilla-La Mancha, al apoderarse el Reino de Castilla de su zona norteña. No obstante, Castilla tuvo que enfrentarse a los almorávides, quienes fueron llamados en auxilio por las otras taifas, unificando Al-Ándalus. Se convirtió entonces Castilla-La Mancha en un continuo campo de batalla, con frecuentes incursiones de ambos bandos, y escaso poblamiento humano. El máximo dominio almorávide llegó tras la batalla de Uclés, en 1108, que obligó a los castellanos a replegarse hasta el Tajo.

### Del siglo XII al XV

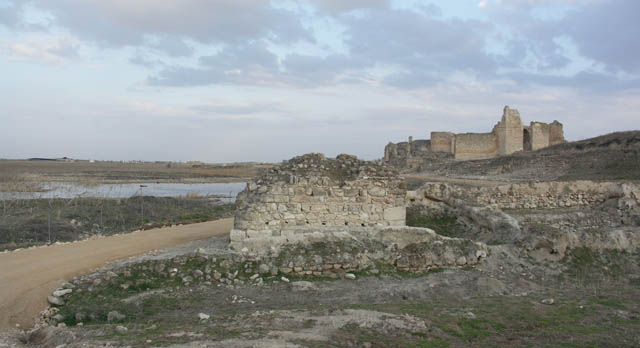
Ruinas de Calatrava la Vieja.

En 1144 comenzó la descomposición del Imperio almorávide, que culminó en los segundos reinos de taifas, si bien pronto se produjo la llegada de los almohades. Esta situación propició el avance cristiano por el territorio castellano-manchego, siendo tomada Calatrava en 1147 y encargada su defensa en 1158 a Raimundo de Fitero, fundador de la Orden de Calatrava. Sin embargo, la derrota castellana ante los almohades en la Batalla de Alarcos, en 1195, provocó la retirada de la Orden y la paralización de la reconquista cristiana, que se reanudó en 1212 con la batalla de las Navas de Tolosa. En los años siguientes, casi toda Castilla-La Mancha quedaría definitivamente bajo control castellano, así como el valle del Guadalquivir, a cuya repoblación se le otorgó prioridad frente a la de Castilla-La Mancha, buena parte de la cual quedó bajo el dominio de las órdenes militares. 
Así, el Campo de Calatrava quedó bajo control de la Orden de Calatrava (en mitad de cuyos dominios fundó Alfonso X el Sabio en 1255 Villa Real, actual Ciudad Real, para contrarrestar el poder de la orden); la Orden de San Juan se adueñó del Campo de San Juan; y la Orden de Santiago, con cabeza en Uclés, se apoderó de buena parte de la Mancha Alta y del Campo de Montiel. Unas décadas más tardaría en ser reconquistada la zona oriental de La Mancha, la Mancha de Montaragón, cuya primera mención es de 1237, al tiempo que se produce la primera mención de la Mancha de Haver Garat, los cuales constituyen los primeros registros del topónimo Mancha. La mayor parte de la Mancha de Montearagón quedaría durante los siglos XIII y XIV bajo control del Señorío de Villena (tras pasar el Señorío de Alarcón a su poder), sin embargo la zona oriental del Campo de Montiel, así como la sierra de Alcaraz, quedarían en los límites del Alfoz de Alcaraz.
Precisamente, la Orden de Santiago dividió sus territorios en tres comunes: el Común de Uclés, el Común de La Mancha y el Común de Montiel. Los comunes eran asociaciones de pueblos de una misma jurisdicción con fines fiscales y ganaderos. El Común de La Mancha, ya en 1353, poseía territorios entre los ríos Guadiana y Gigüela, con cabeza en Quintanar de la Orden. Entre 1478 y 1603 son descritos como pertenecientes al Común de La Mancha los siguientes pueblos:
- En la actual provincia de Ciudad Real: Campo de Criptana (Arenales de San Gregorio, segregado recientemente, está incluido), Pedro Muñoz, Socuéllamos y Tomelloso.
- En la actual provincia de Cuenca: Los Hinojosos, Horcajo de Santiago, Mota del Cuervo, Pozorrubio, Santa María de los Llanos, Villaescusa de Haro y Villamayor de Santiago.
- En la actual provincia de Toledo: Cabezamesada, Corral de Almaguer, Miguel Esteban, La Puebla de Almoradiel, Quintanar de la Orden, El Toboso, La Villa de Don Fadrique y Villanueva de Alcardete.

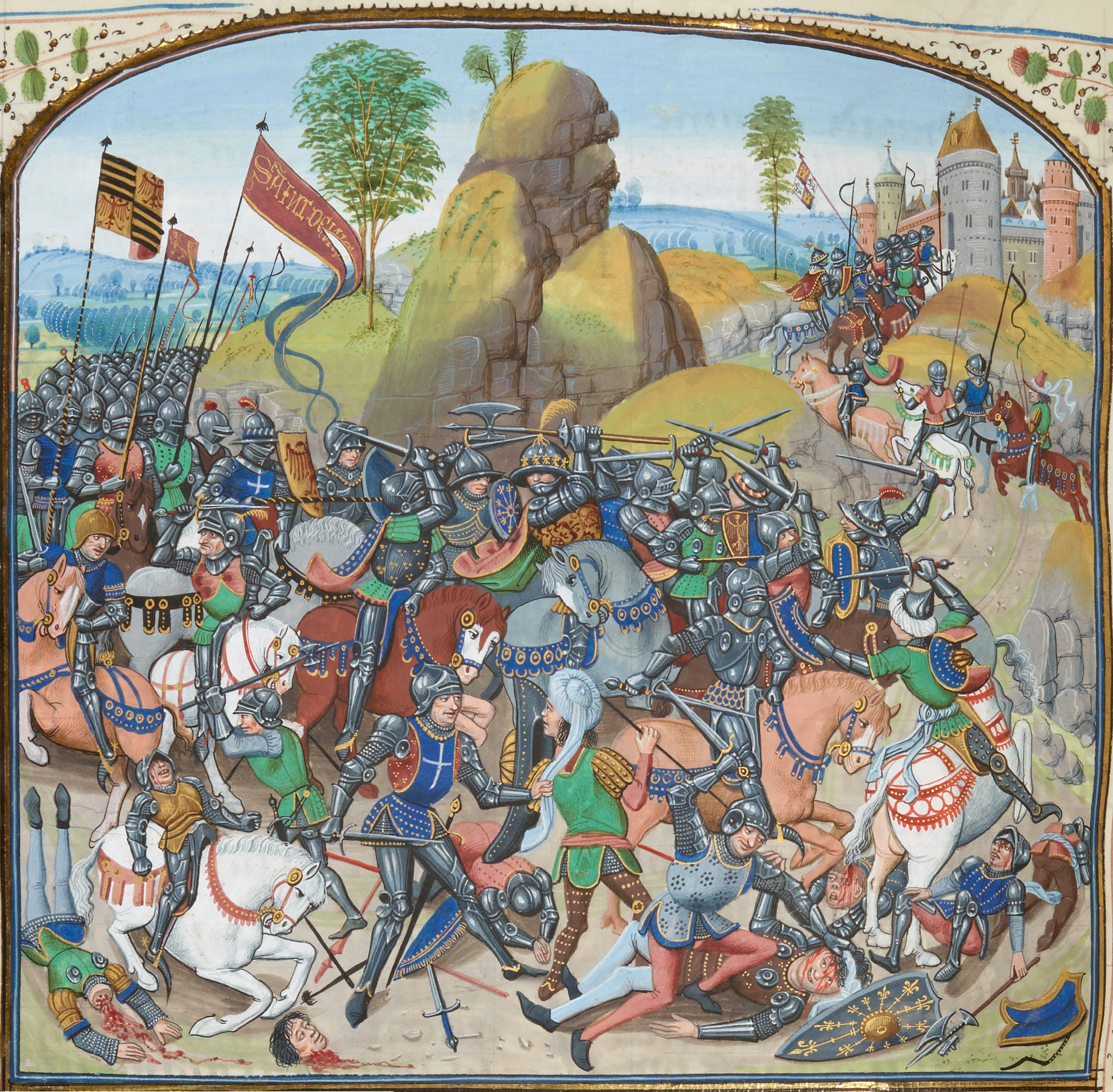
Miniatura de Jean Froissart sobre la batalla de Montiel.

Como parte de los reinos de Toledo y de Murcia (en su parte suroriental), integrados ambos en la Corona de Castilla, La Mancha fue escenario y sufrió las consecuencias de las guerras civiles castellanas que tuvieron lugar en los siguientes siglos, y como zona fronteriza de Castilla con la Corona de Aragón, también fue escenario de las luchas entre ambas. La primera guerra civil castellana tuvo lugar entre 1351 y 1369, entre los partidarios del rey Pedro I  y los de su medio hermano, el bastardo Enrique de Trastámara. Dicha guerra se mezcló también con la guerra de los Cien Años entre Francia e Inglaterra, y con la Guerra de los dos Pedros (1356-1369), entre Pedro I de Castilla y Pedro IV de Aragón. La guerra acabó en plena Mancha, con la batalla de Montiel, en 1369, en la que Enrique mató a su hermano Pedro y se convirtió en el nuevo rey de Castilla, Enrique II. Como consecuencia de la guerra, el nuevo rey convirtió al Señorío de Villena en Marquesado (el primero en la historia de Castilla), el cual otorgó a Alfonso de Aragón el Viejo. A los efectos sobre la población de las guerras, hay que añadir los de las pestes, que afectaron a casi toda Europa en el siglo XIV.
También en el siglo XV fue Castilla-La Mancha lugar en el que se produjeron enfrentamientos entre las distintas facciones del reino, que culminaron en 1475 en la guerra de sucesión castellana, que enfrentó a los partidarios de Juana la Beltraneja, hija de Enrique IV, con los partidarios de la hermana de Enrique, Isabel. La guerra se convirtió en internacional al estar casada Juana con Alfonso V de Portugal e Isabel con el heredero del trono aragonés, Fernando. La guerra concluyó en 1479 con el Tratado de Alcáçovas, que supuso la victoria de Isabel y Fernando, que años más tarde serían llamados los Reyes Católicos. Precisamente, fueron los Reyes Católicos quienes crearon instituciones como la Santa Hermandad y la Inquisición, y conquistaron en 1492 el Reino de Granada, poniendo fin al dominio musulmán en la península ibérica, y con él a los peligros de los ataques de los moros en el sur de Castilla-La Mancha.

## Edad Moderna
En los siglos XIV y XV se produjeron en la Corona de Castilla frecuentes enfrentamientos entre los nobles y el rey. La monarquía era reconocida como el centro político-administrativo, y la nobleza consolidaría sus conquistas económicas y sociales mediante el reforzamiento del régimen señorial feudal, sistema que se reforzaría durante el reinado de los reyes católicos.
El episodio de la Guerra de las Comunidades de Castilla, en pleno siglo XVI, tuvo una amplia repercusión en Castilla-La Mancha, y significó un inicial levantamiento de la nobleza contra un rey, Carlos I y una auténtica revuelta campesina. La virulencia de los hechos motivó la progresiva unión de los señores junto al monarca para aplastar la sublevación popular, lo que desencadenó una progresiva decadencia de Castilla.
En este siglo se produce un importante incremento tanto de población como de producción agrícola en Castilla-La Mancha que favorecerán la fundación de ciudades y villas, pero estos avances se tornarán en decadencia en el siglo XVII, como consecuencia de las epidemias de peste, las hambrunas y las emigraciones a otras zonas.
Nuevamente en el siglo XVIII se asiste a un nuevo auge demográfico que extenderá e cultivo del trigo, y especialmente del viñedo en la Comunidad. En el terreno industrial se llevaron a cabo una serie de realizaciones dirigidas por el reformismo borbónico que no tuvieron los resultados esperados. En este sentido, destacan la fábrica de armas blancas de Toledo, las manufacturas de seda en Talavera de la Reina o las de paños en Guadalajara o Brihuega, además de los centros que venían funcionando en Toledo y Cuenca, que sufrieron un descenso vertiginoso a lo largo de este siglo.

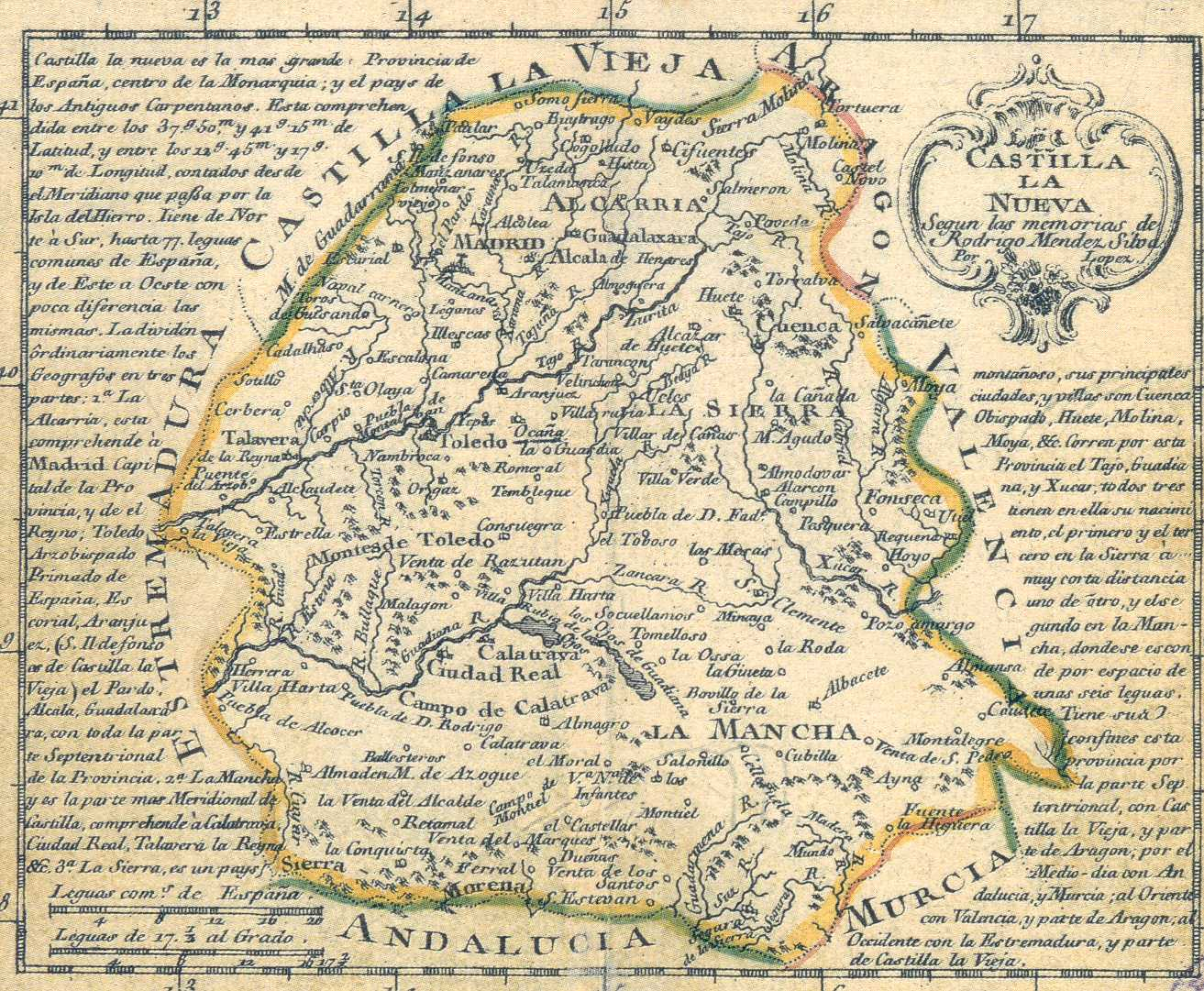
Mapa de Castilla la Nueva de 1785 en donde aparecen dentro de dicha región las todas las actuales provincias castellanomanchegas.

En 1785, con el ordenamiento territorial de Floridablanca, Castilla-La Mancha quedó dividida en las provincias de Cuenca, Guadalajara, La Mancha y Toledo.

## Edad Contemporánea

### Revolución liberal

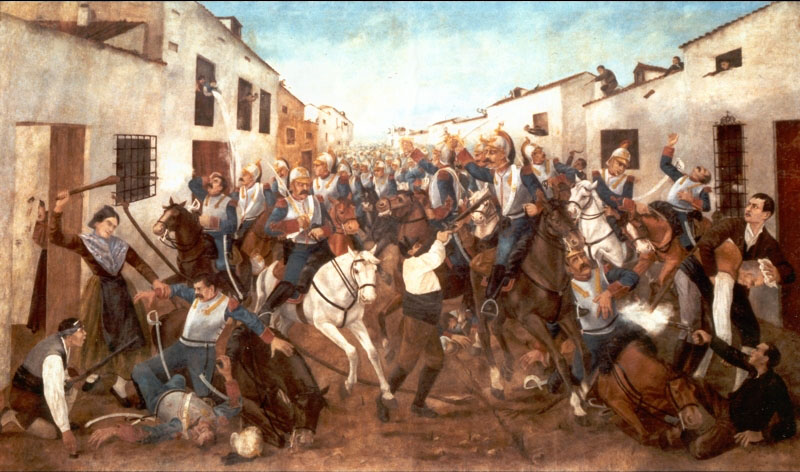
El 6 de junio de 1808 la población de Valdepeñas se alzó en armas contra las tropas napoleónicas.

La llegada de las tropas napoleónicas tuvo diversos efectos sobre la sociedad de la época. En 1808 se inicia un proceso de revolución y liberación, culminando ésta con la expulsión de las tropas francesas y la restauración en el trono de Fernando VII. No obstante, la revolución liberal se extenderá, con alternativas variadas, hasta el final de la I República en 1874.
Si durante el siglo XVIII la zona que hoy ocupa Castilla-La Mancha estaba dividida en cuatro provincias, en el primer tercio del siglo XIX hubo otros intentos de división, como el de José I (prefecturas en 1810), el provincial de 1812 y 1822, que no tuvieron repercusiones prácticas.
En 1833, con la división provincial de Francisco Javier de Burgos, se modificaron los límites provinciales, la mayor parte de la provincia de La Mancha fue sustituida por la de provincia de Ciudad Real, aunque parte de su territorio pasó a las provincias de Cuenca, Toledo y a la recién creada de Albacete, que sustituía a la provincia de  Chinchilla, y que quedó conformada con parte de los territorios de las antiguas provincias de Cuenca, La Mancha y Murcia.
Durante el sexenio revolucionario (1868-1874) existieron en Castilla-La Mancha brotes de corte federalistas, prueba de ello es la publicación de varios periódicos de ideología republicano-federal como "El Cantón Manchego" de Albacete (1870), "La Vanguardia" (1869) de Cuenca, "La Voz de La Alcarria" de Guadalajara o "El Federal Toledano" y "El Cantón Toledano" (1873) editados en Toledo, aunque de menor calado que en otras zonas del país.

### La Restauración
Tras la caída de la I República, y la restauración borbónica en la figura de Alfonso XII, se aprobó la Constitución de 1876. El sistema político que se estableció fue bipartidista entre el Partido Liberal-Conservador y el Partido Liberal-Fusionista. Esto permitió superar el sistema de partido único que había abocado a una falta de legitimidad democrática a Isabel II y a su posterior derrocamiento. El nuevo panorama permitirá una mayor estabilidad, pero el encorsetamiento del sistema a la larga, con una alternancia política ficticia, causará graves problemas que desembocarán en la corrupción política, cuya base estaba en el denominado caciquismo, muy extendido por Castilla-La Mancha.

### ElsigloXX

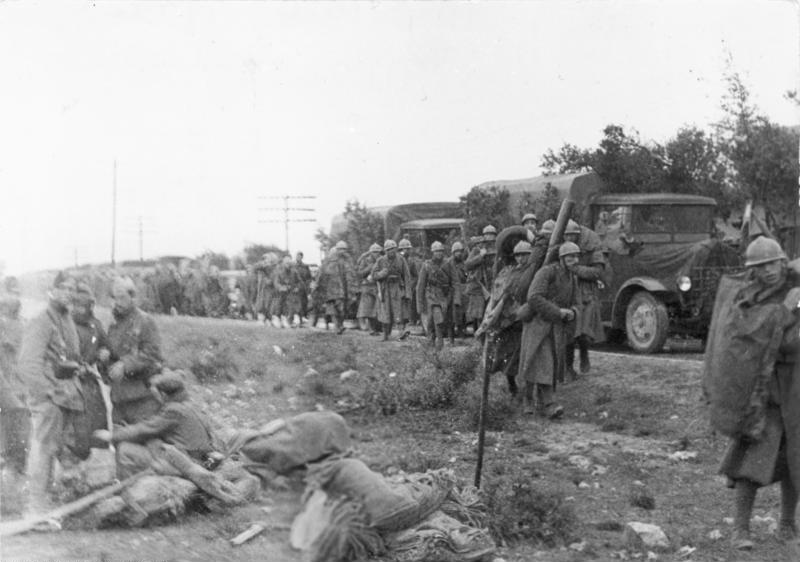
Batalla de Guadalajara durante la guerra civil española

En relación con la división administrativa, el decreto de Mancomunidades de 1913 iba a traer consigo un renacer de los regionalismos. A partir de esta época las minorías sensibilizadas con el regionalismo dentro de la zona actual de Castilla-La Mancha se dividían entre los partidarios de una Castilla formada por las provincias castellanas del norte y sur del Sistema Central, y por otro lado los partidarios de La Mancha y su zona de influencia, que llegaron a crear el Centro Regional Manchego (1906) en cuyo seno se constituiría en 1918 la Juventud Central Manchega que defendería dicho ideal regional manchego. Los jóvenes de este organismo solicitaban la creación de una Mancomunidad Manchega compuesta por las provincias de Albacete, Ciudad Real, Cuenca, y Toledo.
Las sucesivas crisis de la monarquía, la etapa de la dictadura de Primo de Rivera, y el advenimiento de la Segunda República se viven en Castilla-La Mancha con similar intensidad a la del resto de España. Durante la Guerra Civil, el territorio castellanomanchego fue escenario de diversas batallas (como el asedio al alcázar de Toledo y la batalla de Guadalajara), contándose con la presencia de la Brigadas Internacionales en Albacete).
Las décadas que siguieron a la Guerra Civil estuvieron marcadas por la masiva emigración de castellanomanchegos, tanto a las zonas más industrializadas del país, como al extranjero. Entre los años 1950 y 1960, más de medio millón de personas emigraron de la región.

#### Transición y Autonomía
La promulgación de la Constitución Española de 1978, con la creación del Estado de las Autonomías, es el punto de partida para una nueva época. El autogobierno ha supuesto para Castilla-La Mancha la adquisición de identidad, la asunción de nuevas competencias y la transformación del territorio.

##### Etapa preautonómica
A pesar de que anteriormente ya se había asistido a varios intentos de crear entes más o menos coincidentes con lo que a la postre sería Castilla-La Mancha, los mayores hitos y contactos se produjeron durante la transición.
Ya en 1977, se reúnen en Cuenca los diputados de las cinco provincias que integrarían Castilla-La Mancha, y acuerdan reivindicar el reconocimiento efectivo de la Región sobre la base de la identidad y la problemática socioeconómica que compartían dichos territorios.
En enero de 1978, tiene lugar en el Palacio de Fuensalida de Toledo, la reunión de parlamentarios de UCD, PSOE y AP (principales grupos políticos del momento), para constituir la Asamblea de Parlamentarios, encargada de llevar a cabo los primeros trabajos y debates conducentes a la configuración de Castilla-La Mancha como comunidad autónoma. El primer paso será la constitución del Ente Preautonómico que tendrá lugar a finales de ese año en la iglesia de San Agustín de Almagro (Ciudad Real), nombrando a Antonio Fernández-Galiano (UCD) como primer Presidente de la Preautonomía.
Durante la etapa preautonómica se sentarán la base de la Comunidad, institucional y jurídicamente, irán gestionando las primeras cesiones de competencias con el Estado central.
Será en el Pleno de la Junta de Comunidades, en la sesión celebrada en Guadalajara el 21 de noviembre de 1980, cuando se decida por unanimidad, iniciar el proceso autonómico por la vía del artículo 143 de la Constitución. El 24 de noviembre de 1980, las cinco Diputaciones Provinciales adoptan
acuerdos favorables para iniciar el proceso autonómico y consultar a los ayuntamientos. De los 915 municipios con que contaba la Comunidad, cerca del 85% se mostró a favor de la misma en el plazo establecido.
El 3 de diciembre de 1981, una Asamblea mixta de parlamentarios y diputados provinciales, reunida en Alarcón, aprueba el Proyecto de Estatuto de Autonomía de Castilla-La Mancha y su remisión al Congreso de los Diputados para su tramitación como Ley Orgánica. Dos meses más tarde, el 1 de febrero de 1982, sería nombrado como presidente del Ente Preautonómico Gonzalo Payo Subiza (UCD), quien gestionaría la última fase del proyecto autonómico.

##### Castilla-La Mancha, comunidad autónoma
El 10 de agosto de 1982, las Cortes Generales aprueban el Estatuto de Autonomía de Castilla-La Mancha mediante la Ley Orgánica 9/1982, de 10 de agosto que permite a Castilla-La Mancha acceder al autogobierno.
La comunidad autónoma de Castilla-La Mancha se convierte, así, en una entidad territorial que, dentro del orden jurídico establecido (el ordenamiento constitucional del Estado español), tiene autonomía legislativa y competencias ejecutivas (poder para aprobar leyes y otras atribuciones), así como la facultad de administrarse mediante sus propios representantes (a través de su Gobierno y Administración).